# 亞歷山大·阿米薩拉什維利

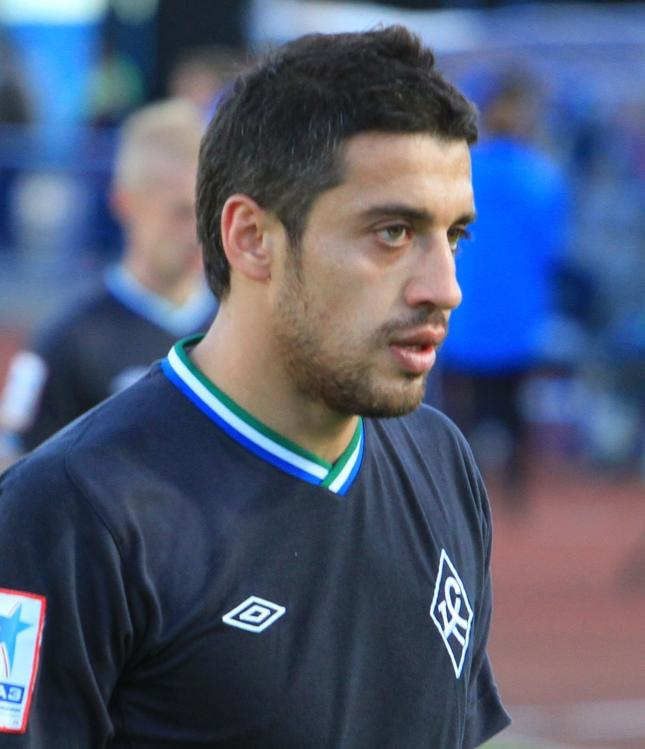
2013年的亞歷山大·阿米薩拉什維利

亞歷山大·阿米薩拉什維利（1982年8月20日—）是一位喬治亞足球運動員，在場上司職後衛。他現在效力於卡希爾卡足球會。他也是喬治亞國家足球隊的一員。